# 1955 w nauce

## Nauki przyrodnicze i ścisłe

### Astronomia
- Paul Merrill – Nagroda Henry Norris Russell Lectureship przyznawana przez American Astronomical Society

## Nauki społeczne

### Psychologia
- przeprowadzenie eksperymentu Ascha dotyczącego konformizmu

## Nagrody Nobla
- Fizyka – Willis Eugene Lamb,  – Polykarp Kusch
- Chemia – Vincent du Vigneaud
- Medycyna – Hugo Theorell